# Markovac (Velika Plana)
Markovac (serbocroata cirílico: Марковац) es un pueblo de Serbia perteneciente al municipio de Velika Plana en el distrito de Podunavlje del centro del país.
En 2011 tenía 2915 habitantes. Casi todos los habitantes son étnicamente serbios.
Tiene su origen en una aldea llamada "Lučanica", que se ubicaba junto al río Gran Morava. Las inundaciones llevaron a que los habitantes se trasladaran a otra aldea llamada "Šljivare", pero por el mismo motivo acabaron yéndose de allí y fundando la aldea de Markovac. El actual pueblo aparece en documentos desde los censos de 1818-1822, cuando se menciona como un asentamiento de unas cien casas. El pueblo se desarrolló a lo largo del siglo XIX por su buena ubicación en un cruce de caminos, a lo que se unió al finalizar el siglo una estación del ferrocarril de Belgrado a Niš.
Se ubica unos 10 km al sur de la capital municipal Velika Plana, junto a la autovía A1 que lleva a Niš. La autovía A1 se cruza aquí con la carretera 27, que lleva a Loznica.